# Катерина Прекрасная

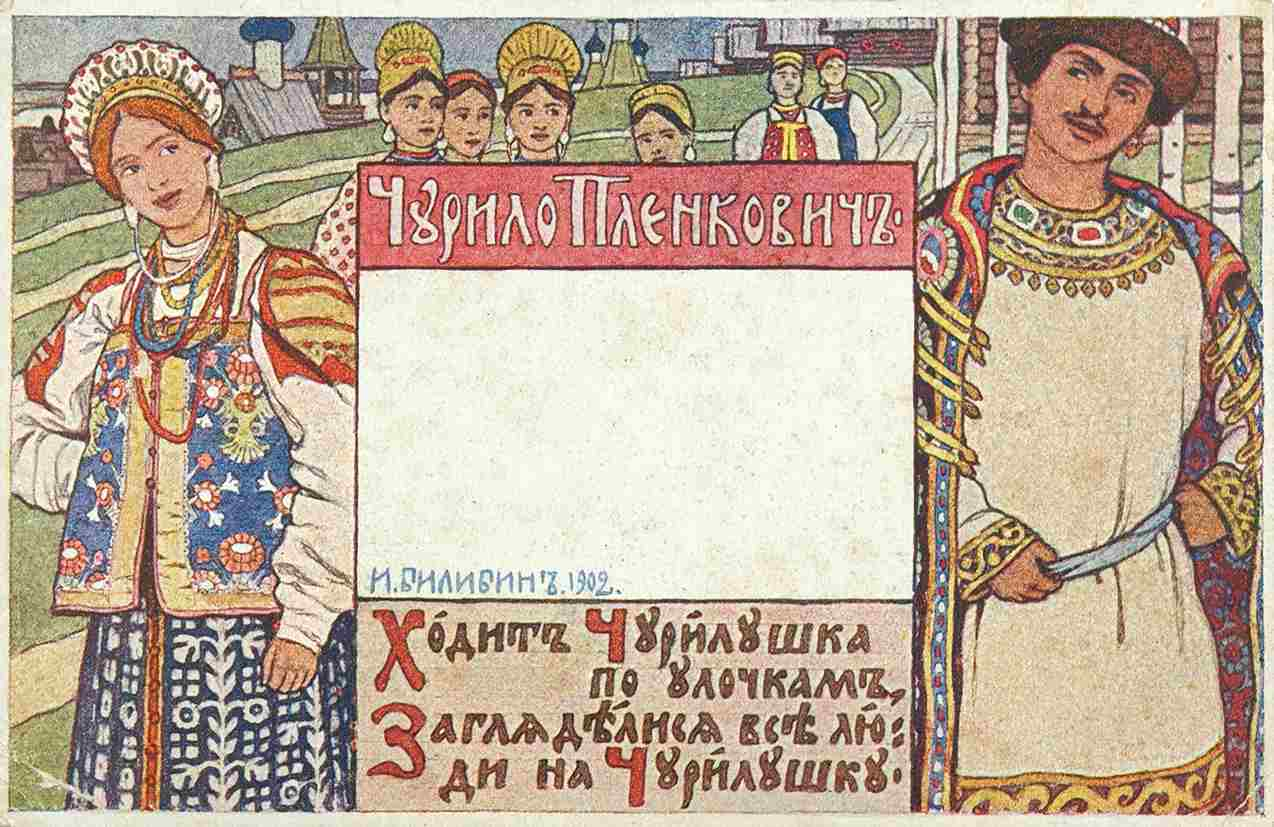
Иван Билибин. Чурило Плёнкович. Серия открыток «Богатыри», 1902 год.

Катери́на Прекра́сная — былинная и сказочная жена старого боярина Пермяты (Бермяты), любовница Чурилы Плёнковича (Гильфердинг 78 и ряд текстов в других классических сборниках былин). Их обоих застает на постели Бермята и отрубает Чуриле голову. В современной фольклористике сюжет былины известен под названием «Смерть Чурилы».
Одним из сказителей (Гильфердинг 694) этот сюжет был искусственно привязан к имени Добрыни Никитича. Однако роль соблазнителя чужих жён совершенно не свойственна этому популярнейшему герою эпоса, а позорная смерть для второго по значению русского богатыря вообще невозможна. Отсюда ясно, что изначально героем сюжета был Чурило. Русская литература также связывает ее с Евгением Благородным по прозвищу - Сафона.